# 호르헤 곤살레스 (프로레슬링 선수)
호르헤 곤살레스(스페인어: Jorge González, 1966년 1월 31일 ~ 2010년 9월 22일 )는 아르헨티나의 농구선수, 프로레슬링선수였다. 대표적인 링 네임으로는 WCW에서의 링 네임인 엘 히간테(El Gigante)와 WWE에서의 링 네임인 자이언트 곤잘레스(Giant Gonzalez)가 있다.
아르헨티나에서 농구선수로 활동하던 그는 1988년 하계 올림픽에서 아르헨티나 농구 국가대표팀의 멤버로 선발은 되었으나 키는 큰데 주력(走力)이 별로 좋지 않아 주전으로 뛰지는 못했다. 이후 1990년 헐크 호건의 추천으로 프로레슬링 입문으로 1989년 WCW에 데뷔하게 되다가 1993년 WWE에 데뷔하여 언더테이커와 몇차례 대립을 맺었다. 하지만 번번히 패배하였고 경기결과는 최악이었다. 결국 1년도 채되지않아 그는 WWE를 자진해서 나오게 된다. 1995년 2월 8일 일본에서 그레이트 무타와 마지막 경기를 치른뒤 프로레슬링을 은퇴하고 고국인 아르헨티나로 돌아가 귀농하여 목장을 경영하면서 많은돈을 벌게 된다. 커리어를 끝마치고 그는 때때로 아르헨티나의 TV프로그램에 출현하였다. 말년에는 당뇨병 및 합병증으로 고생하다가 결국 44세의 젊은나이로 세상을 떠나게 된다. 신장 234cm 체중 200kg의 엄청난 거인이었다. 물론 역대 프로레슬러 가운데 최장신의 키를 보유한 선수이기도 하다. 참고로 WWE에서 활동할때는 신장과 체중 모두다 약 10CM,10KG씩 부풀려서 244CM,209KG로 소개되기도 하였다. 그렇기 때문에 실력 여부와 상관없이 이 거대한 신체사이즈 하나만으로도 충분히 화제성이 있었고 그 때문에 WWE에서 활약할 수 있었다. 얼마나 거인이었는지 언더테이커도 키 200cm 정도는 가볍게 넘을 정도로 거인이었지만, 그런 언더테이커보다도 수십cm나 키가 더 커, 상대적으로 그 언더테이커를 키가 작아 보이는 착시현상을 일으킬 정도로 심하게 체격이 컸다.
헐크 호건과 평생동안 깊은 친분을 유지했고 프로레슬러를 그만둔 이후에도 계속 연락하고 가끔 만나기도 하면서 지냈다. 또한 저 압도적인 덩치에 걸맞게 괴력을 지니고 있었는데 손가락으로 동전을 구부릴 수 있을 정도의 괴력을 보유하고 있었다. 이 때문에 상대 선수와의 시합에서는 늘 상대 선수가 사망할까봐 걱정하는 바람에 제대로 된 기량을 보여주지 못했다.
기네스북에 ' 세상에서 가장 키가 큰 프로레슬러'로 등재되어 있다.
슬하에 무남독녀 1녀만 두었으며 그 딸도 키가 191cm나 되는 거인이다.